# Eldkraft

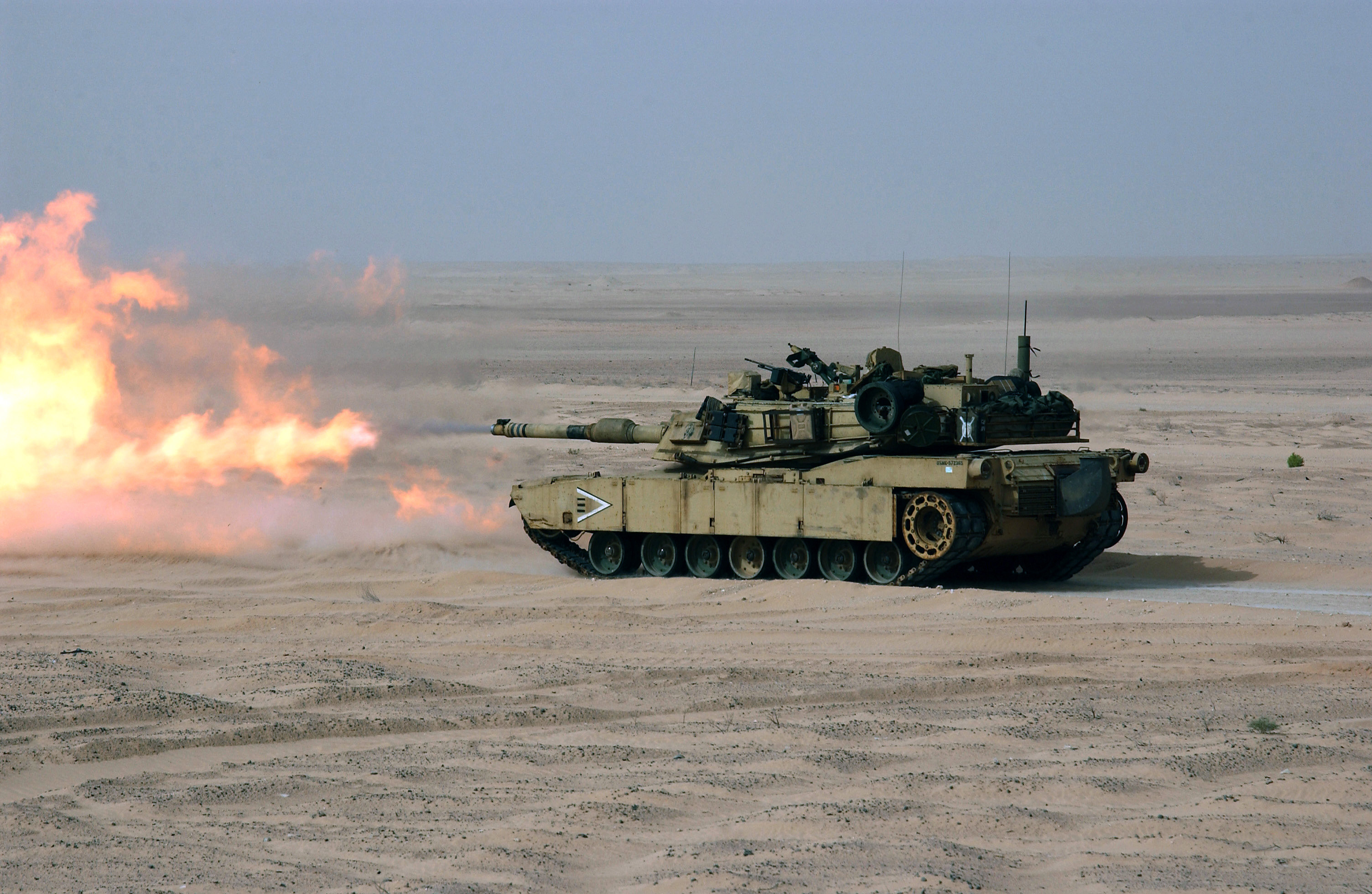
En M1A1 stridsvagn avfyrar sin kanon.

Eldkraft eller slagkraft är inom krigföring förmågan att projicera destruktiv kraft mot ett fientligt mål. Slagkraft syftar på användandet av kastvapen medan eldkraft mer specifikt syftar på användandet av eldvapen. Eldkraft räknas (tillsammans med skydd och rörlighet) till de tre grundläggande principerna inom modern krigföring.
Eldkraftens effektivitet avgörs av tre olika faktorer:
1. Varje enskild projektils destruktiva förmåga i form av sprängkraft och/eller kinetisk energi (vapenverkan).
2. Hur många projektiler som kan avlossas per tidsenhet, något som beror på antalet vapen och deras eldhastighet (eldvolym).
3. Sannolikheten att en projektil faktiskt träffar sitt avsedda mål (precision).

## Historia
I västvärlden brukar slaget vid Crécy  (1346) räknas som starten på "eldkraftens tidsålder" eftersom det var första gången en numerärt underlägsen styrka besegrade en avsevärt starkare fiende utan att de båda styrkorna drabbade samman i närstrid.
Vid Crécy var långbågar det dominerande vapnet, men i takt med att eldvapen utvecklades kom eldkraft att spela en allt viktigare roll i krigföringen. Vid slaget vid Breitenfeld (1631) kunde den svenska armén besegra den kejserliga tack vare att de hade bättre möjlighet att använda sin eldkraft. Det mest utpräglade exemplet inträffade under första Matabelekriget när en brittisk pluton om 50 man kunde slå tillbaka ett anfall av över fem tusen Ndebele-krigare tack vare eldkraften av Maximkulsprutor.